# Stráně u Velkého Újezdu
Stráně u Velkého Újezdu este o arie protejată (arie specială de conservare — SAC, sit de importanță comunitară — SCI) din Republica Cehă întinsă pe o suprafață de 8,6 ha, integral pe uscat.

## Localizare
Centrul sitului Stráně u Velkého Újezdu este situat la coordonatele 50°33′06″N 14°14′05″E / 50.551667°N 14.234722°E.

## Înființare
Situl Stráně u Velkého Újezdu a fost declarat sit de importanță comunitară în noiembrie 2009 pentru a proteja un număr necunoscut de specii din flora spontană și fauna sălbatică aflate în arealul zonei. Situl a fost protejat și ca arie specială de conservare în noiembrie 2013.

## Biodiversitate
Situată în ecoregiunea continentală, aria protejată conține 1 habitat natural: Pajiști uscate seminaturale și facies de acoperire cu tufișuri pe substraturi calcaroase (Festuco-Brometalia) (* situri importante pentru orhidee).
La baza desemnării sitului se află un număr nedeclarat de specii protejate.